# Chaos Creek
Pour les articles homonymes, voir Chaos.
La Chaos Creek est un cours d'eau américain qui s'écoule dans le comté de Larimer, dans le Colorado. Entièrement protégée au sein du parc national de Rocky Mountain, elle forme le lac Haiyaha avant de se jeter dans la Tyndall Creek.